# Isaac Spratt
Isaac Spratt (* 1799 in Ibsley; † 1876) war ein englischer Sachbuchautor und Spielwarenhändler. 

## Leben und Werk
Isaac Spratt war seit 1840 Eigentümer eines Spielwarengeschäfts in der Brook Street 1 (später  Nummer 18) in Londons West End. Er war verheiratet und hatte vier Kinder. 1856 registrierte er das erste gedruckte Regelwerk für Croquet. 1860 schrieb er Badminton Battledore, was eine Beschreibung der damaligen Situation des Badmintonsports darstellte.